# Torhthere
Torhthere († zwischen 727 und 731) war Bischof von Hereford.
Er wurde 710 zum Bischof geweiht und trat sein Amt im gleichen Jahr an. Torhthere starb zwischen 727 und 731.